# Problème de Burnside
En mathématiques, le problème de Burnside est l'une des questions les plus anciennes et qui a eu le plus d'influence en théorie des groupes. En 1902, William Burnside demanda si un groupe de torsion de type fini est nécessairement fini. Cette conjecture fut réfutée soixante ans plus tard, ainsi que sa variante « bornée », tandis que sa variante « restreinte » a été démontrée, plus récemment, par Efim Zelmanov. De nombreux problèmes sur ces sujets sont encore ouverts aujourd'hui.

## Histoire
Dans l'article décrivant sa conjecture, Burnside traite le cas où le groupe est non seulement de torsion mais d'exposant fini n égal à 2 ou 3, ainsi que le cas où n est égal à 4 et où le groupe est engendré par deux éléments (en fait, un groupe G de type fini tel que l'ordre de tout élément de G est un diviseur de 4 est toujours fini, quel que soit le nombre de ses générateurs). En 1905, il démontre que tout sous-groupe d'exposant fini du groupe linéaire GL(n, ℂ) est fini. En 1911, Issai Schur prouve que tout sous-groupe de torsion de type fini de GL(n, ℂ) est fini, et précise sa structure par le théorème de Jordan-Schur.
Cependant, la conjecture générale de Burnside est réfutée en 1964 par Evgeny Golod et Igor Shafarevich. En 1968, Piotr Novikov et Sergueï Adian réfutent même la version bornée. En 1982, A. Yu. Ol'shanskii trouve quelques contre-exemples saisissants pour des exposants impairs suffisamment grands (plus grands que 1010) et fournit une preuve considérablement plus simple basée sur des idées géométriques.
Le cas des exposants pairs s'est révélé beaucoup plus difficile à traiter. Sergei Vasilievich Ivanov a annoncé en 1992 et publié en 1994 des contre-exemples pour les exposants pairs suffisamment grands et divisibles par une grande puissance de 2, puis a fourni, avec Ol'shanskii, une solution négative à un problème analogue à celui de Burnside pour les groupes hyperboliques, pourvu que l'exposant soit suffisamment grand. À l'opposé, quand l'exposant est petit mais différent de 2, 3, 4 et 6, on sait très peu de choses.
Par ailleurs, Alexei Kostrikin (1958, cas d'un exposant premier) et Efim Zelmanov, (1989, cas général) ont démontré que parmi les groupes finis à m générateurs et d'exposant n, il en existe un « plus gros » (pour chaque couple (m, n)), et Zelmanov a reçu en 1994 la médaille Fields pour sa preuve de cette version « restreinte » de la conjecture.

## Problème de Burnside général
Un groupe G est dit de torsion si chacun de ses éléments est d'ordre fini, c'est-à-dire si pour tout g dans G, il existe un entier n > 0 tel que gn = 1. Tout groupe fini est clairement de torsion. Il est facile de définir des groupes infinis qui sont aussi de torsion (comme les sommes directes d'une infinité de groupes finis non triviaux), mais difficile d'en trouver qui soient en même temps de type fini.
Le problème de Burnside général était :

Un groupe de torsion de type fini est-il nécessairement fini ?
Golod et Shafarevich y ont répondu négativement en 1964, en donnant un exemple de p-groupe infini de type fini (voir Théorème de Golod-Chafarevitch). Cependant, les ordres des éléments de ce groupe ne sont pas, a priori, bornés par une même constante.

## Problème de Burnside borné

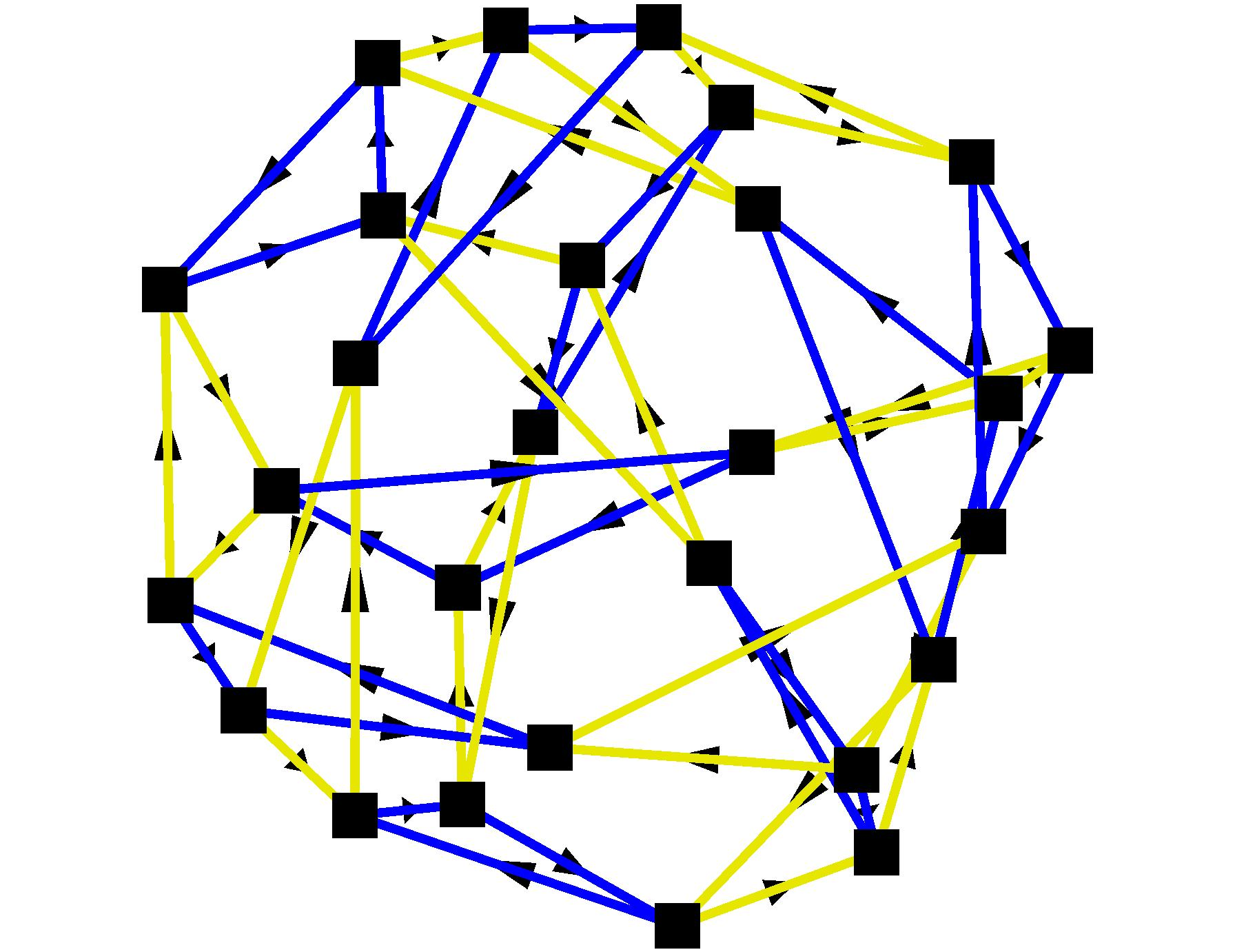
Le graphe de Cayley du groupe de Burnside B(2,3) à 27 éléments

Une partie de la difficulté, dans le problème de Burnside général, était que les contraintes « de type fini » et « de torsion » donnent très peu d'informations sur la structure possible d'un groupe. Une contrainte plus forte que « de torsion » est « d'exposant fini », c'est-à-dire qu'on demande qu'il existe un n, le même pour tous les éléments g du groupe, tel que tous les gn soient égaux à 1.
Le problème de Burnside borné demandait :

Un groupe d'exposant fini et de type fini est-il nécessairement fini ?
Pour les groupes d'exposant n à m générateurs, ce problème équivaut à la finitude du groupe de Burnside « libre » B(m, n), qui est « le plus gros » groupe de cette famille, au sens où tous sont canoniquement des quotients de celui-là (donc tous sont finis si et seulement si celui-là l'est). On peut construire ce groupe, solution d'un problème universel, par la présentation donnée par m générateurs x1, … , xm et une infinité de relations : xn = 1 pour tout mot x sur l'alphabet x1, … , xm, x1–1, … , xm–1.
On peut alors préciser la question :

Pour quels entiers m, n > 0 le groupe de Burnside B(m,n) est-il fini ?
La réponse à cette question n'est connue que partiellement. Dans son article originel, Burnside étudiait quelques cas faciles :
- B(1, n) est le groupe cyclique d'ordre n.
- B(m, 2) est le produit de m copies du groupe cyclique d'ordre 2, puisqu'il est abélien.

On sait de plus (Burnside, Sanov, Hall) que
- B(m, 3), B(m, 4) et B(m, 6) sont finis pour tout m[13].

On ne sait pas si B(2, 5) est fini.
En 1968, par un argument combinatoire élaboré, Novikov et Adian ont construit, pour tout n impair supérieur ou égal à 4 381, un groupe infini d'exposant n et de type fini. Adian a par la suite ramené ce minorant à 665,.
Le cas n pair s'est révélé considérablement plus difficile. Ce n'est qu'en 1992 que Sergei Vasilievich Ivanov réussit à démontrer un analogue du théorème de Novikov-Adian : pour tout m > 1, il existe un entier pair n ≥ 248, n divisible par 29, tel que B(m, n) soit infini. Tant Novikov-Adian qu'Ivanov ont établi des résultats bien plus précis sur la structure des B(m, n). Il a été démontré que pour n impair, tous les sous-groupes finis de B(m, n) sont cycliques et que pour n pair, chaque sous-groupe fini est inclus dans un produit de deux groupes diédraux, et certains sont non cycliques. On sait de plus que (quelle que soit la parité de n) les problèmes du mot et de la conjugaison (en) dans B(m, n) sont décidables.
Une classe célèbre de contre-exemples au problème de Burnside est celle des « monstres de Tarski (en) » : les groupes infinis de type fini non cycliques dont tout sous-groupe propre est cyclique fini. Ol'shanskii a construit en 1979, par des méthodes géométriques, de premiers exemples de tels groupes, répondant ainsi par l'affirmative à une question de O. Yu. Schmidt. En 1982, Ol'shanskii put renforcer ses résultats et établir l'existence, pour p premier assez grand (on peut prendre p > 1075), d'un groupe infini de type fini dont tout sous-groupe propre non trivial est cyclique d'ordre p. Dans un article publié en 1996, Ivanov et Ol'shanskii ont résolu par la négative un problème analogue à celui de Burnside pour les groupes hyperboliques d'exposant suffisamment grand.

## Problème de Burnside restreint
Le problème de Burnside restreint, formulé dans les années 1930, pose une autre question liée :

L'ordre des groupes finis d'exposant n à m générateurs est-il majoré par une constante ne dépendant que de n et m ? ou encore : le nombre de ces groupes (à isomorphisme près) est-il fini ?
Cette variante du problème de Burnside peut, elle aussi, être formulée en termes d'un certain groupe universel à m générateurs et d'exposant n : soit M l'intersection de tous les sous-groupes de B(m, n) d'indice fini. Alors M est un sous-groupe normal, ce qui permet de définir le groupe quotient B0(m, n) = B(m, n)/M. Tout groupe fini d'exposant n à m générateurs est un quotient de B0(m, n), et le problème restreint se reformule en :

Le groupe B0(m, n) est-il fini ?
Le cas où l'exposant n est un entier premier p a été étudié en détail par Kostrikin dans les années 1950, avant la réfutation de la conjecture générale de Burnside. Sa solution, qui établit la finitude de B0(m, p), utilisait une relation avec des questions profondes sur des identités dans des algèbres de Lie en caractéristique positive. La finitude de B0(m, n) pour n quelconque a été établie par Zelmanov.